# Psevdovektor
Psevdovektor (tudi aksialni vektor) je količina, ki se obnaša kot vektor, vendar ne menja predznaka pri inverziji (spremembi predznaka) koordinat, kar pomeni zrcaljenje. To pomeni, da se transformira kot vektor pri pravih vrtenjih (vrtenje za poljuben kot okrog poljubne osi). Spremeni pa se mu predznak pri nepravih vrtenjih (transformacije, ki jih lahko obravnavamo kot pravo vrtenje zrcalne slike ali inverzija preko izhodišča, ki ji sledi pravo vrtenje). Za primerjavo: običajni vektor (polarni vektor) spremeni predznak, če opravimo inverzijo (spremenimo predznak) njegovih koordinat. 
Predpona psevdo se v matematiki uporablja še za psevdoskalarje in psevdotenzorje. 
Razen psevdovektorja poznamo še pravi vektor ali polarni vektor. Enostaven zgled psevdovektorja je vektorski produkt:
{\displaystyle {\vec {a}}\times {\vec {b}}\,}
Trojni produkt vektorjev {\displaystyle {\vec {a}}\,}, {\displaystyle {\vec {b}}\,} in {\displaystyle {\vec {c}}\,}
{\displaystyle {\vec {a}}\times ({\vec {b}}\times {\vec {c}})\,}
pa je polarni vektor.
Za vektorski produkt veljajo naslednja pravila:
- Pri vektorskem produktu dveh psevdovektorjev dobimo kot rezultat tudi psevdovektor.
- Pri vektorskem produktu polarnega vektorja in psevdovektorja pa dobimo polarni vektor.
- Pri vektorskem produktu polarnega vektorja s polarnim vektorjem dobimo psevdovektor
- Pri vektorskem produktu pseudovektorja s polarnim vektorjem dobimo polarni vektor

Za skalarni produkt pa velja:
- Skalarni produkt dveh polarnih ali dveh psevdovektorjev je skalar
- Skalarni produkt polarnega in psevdovektorja pa je psevdoskalar

Vektor hitrosti je polarni vektor, prav tako tudi vektor gibalne količine in vektor premika (če vektor premika delimo s časom-skalar, dobimo polarni vektor). Psevdovektorji so običajno povezani z vrtenjem.

## Zgledi psevdovektorjev
- magnetno polje
- kotna hitrost
- vrtilna količina
- navor